# Rachicerus pictipennis
Rachicerus pictipennis är en tvåvingeart som först beskrevs av Kertesz 1914.  Rachicerus pictipennis ingår i släktet Rachicerus och familjen vedflugor.
Artens utbredningsområde är Taiwan. Inga underarter finns listade i Catalogue of Life.